# Branchinecta sandiegonensis
Branchinecta sandiegonensis är en kräftdjursart som beskrevs av Fugate 1993. Branchinecta sandiegonensis ingår i släktet Branchinecta och familjen Branchinectidae. IUCN kategoriserar arten globalt som starkt hotad. Inga underarter finns listade.